# Linnerud Station
 Ikke at forveksle med Linderud Station.
Linnerud Station (Linnerud holdeplass) er en tidligere jernbanestation på Randsfjordbanen, der ligger i Modum kommune i Norge. Stationen blev åbnet som trinbræt 27. juni 1953. 10. juni 1954 blev stavemåden ændret fra det oprindelige Linnerud til Linderud, men det blev ændret tilbage igen 5. januar 1997. Betjeningen med persontog blev indstillet i 2001, genoptaget i 2003 og nedlagt i 2004. Stationen, der består af et spor og en perron med et læskur, fremgår dog stadig af Jernbaneverkets stationsoversigt.